# I Know Him So Well
I Know Him So Well è un brano musicale scritto da Benny Andersson, Tim Rice e Björn Ulvaeus e inserito nel musical Chess (1984). 
La canzone è stata registrata nel 1984 dalle cantanti britanniche Elaine Paige e Barbara Dickson. In questa versione è stata pubblicata come singolo con successo. 
Il brano è stato anche registrato da Whitney Houston in duetto con sua madre Cissy Houston e inserito nell'album Whitney del 1987.
Nel 2011 è stato pubblicato come singolo dalla coppia composta da Susan Boyle e Peter Kay, quest'ultimo nei panni del suo alter ego musicale Geraldine Mcqueen. 
Un'altra versione, datata 2012, è quella di Melanie C e Emma Bunton, canzone inserita nell'album Stages.
Inoltre molti altri artisti hanno registrato in duetto o no il brano: tra questi Barbra Streisand, John Barrowman con Daniel Boys, Vivian Chow con Shirley Kwan, Dawn French con Jennifer Saunders, Willeke Alberti con Simone Kleinsma.
Esiste una versione ceca, Já o něm vím své, interpretata da Petra Janů e Hana Zagorová.